# Савенко Василь Валерійович
Васи́ль Вале́рійович Саве́нко — капітан 2 рангу Збройних сил України, учасник російсько-української війни.

## З життєпису
Станом на серпень 2014 року — у складі 73-го морського центру спеціального призначення.

## Нагороди та вшанування
- Указом Президента України № 741/2019 від 10 жовтня 2019 року за «особисту мужність і самовіддані дії, виявлені у захисті державного суверенітету та територіальної цілісності України» нагороджений орденом Данила Галицького[2]